# Parafia św. Michała Archanioła w Milikowicach
Parafia św. Michała Archanioła w Milikowicach znajduje się w dekanacie świdnickim zachodnim w diecezji świdnickiej. Była erygowana w 1965 r. Proboszczem od lipca 2024 jest ks. Marek Nowak (od czerwca 2023 do lipca 2024 pełnił on urząd administratora).   